# Strangfurche
Die Strangfurche ist ein typisches Merkmal beim Erhängen.
Der Strick schneidet beim Fallen in die Haut bzw. hinterlässt deutlich sichtbare Quetschungen im Bereich des Strickes, die später als Furche bzw. Abdruck zurückbleiben.
In der Rechtsmedizin kann die Strangfurche einiges über den gewählten Strick (z. B. Dicke), die genaueren Todesumstände oder über die Art des gewählten Knotens aussagen.